# Batalha do Sábis (57 a.C.)
Batalha de Sábis, conhecida também como Batalha do Sambre ou Batalha contra os Nérvios, foi travada em 57 a.C., no contexto das Guerras Gálicas, perto da moderna cidade de Saulzoir, no norte da França, entre as legiões da República Romana e uma associação de tribos belgas, principalmente os nérvios. Júlio César, comandante das forças romanas, foi pego de surpresa e quase foi derrotado. Segundo o seu próprio relato, uma combinação de defesa determinada, habilidade militar e a chegada oportuna de reforços permitiu que os romanos transformassem uma derrota estratégica numa vitória tática.

## Prelúdio
No inverno de 58−7 a.C., rumores chegaram a César de que as tribos belgas (belgae) estavam formando uma confederação para se protegerem de uma possível interferência romana em seus assuntos, reunindo belóvacos, suessiões, nérvios, atrébates, ambianos, morinos, menápios, caletos, veliocasses, viromânduos, aduátucos, condrusos, eburões, cerósios e os pemanos, todos sob a liderança de Galba, o rei dos suessiões. Estes relatos deram a César o pretexto que ele precisava pra conquistar mais do que a própria Gália e, com este objetivo, ele criou mais duas legiões na Gália Cisalpina, a XIII Gemina e XIV Gemina, e convenceu os remos a se aliarem às forças romanas.
Como retaliação, as demais tribos belgas e celtas atacaram Bibrax, o ópido dos remos, que ficava no rio Aisne, o que levou César a marchar para defender a cidade e obter uma vitória no Aisne. Por causa do avanço romano e de uma falta de suprimentos, a confederação ruiu e os exércitos tribais recuaram para defender suas próprias terras, deixando apenas um compromisso de atuarem em conjunto para ajudarem qualquer tribo que fosse invadida pelos romanos. César continuou seu avanço e as tribos foram se rendendo, uma por uma, com exceção de quatro delas: nérvios, atrébates, aduátucos e viromânduos.
Os ambianos informaram César que os nérvios eram os mais hostis das tribos belgas ao controle romano. Formada por guerreiros ferozes e corajosos, os nérvios não se importavam com os presentes luxuosos dos romanos, pois acreditavam que eles tinham um efeito corruptor e provavelmente temiam a influência romana sobre sua própria cultura. O fato é que eles recusaram qualquer tentativa de negociação, forçando César a atacá-los para cumprir seus objetivos de conquista.

## Forças
Assim como em todas as batalhas antigas, estimativas sobre as forças disponíveis para cada um dos lados é tema de muita especulação. Uma legião mariana típica deste período tinha um contingente teórico de 4 800 soldados mais as tropas auxiliares. Oito legiões participaram da batalha, mas não se sabe se todas estavam presentes com força total, o que totaliza uma estimativa de cerca de 42 000 combatentes. As legiões que participaram da batalha foram a VII, VIII, IX Hispana Triumphalis, X Equestris, XI, XII Victrix, XIII Gemina e a XIV Gemina.
César alega ter recebido informações prévias dos remos de que as várias tribos belgas haviam se comprometido com um total de 300 000 guerreiros originalmente, mas as quatro tribos restantes tinham contingentes de 50 000 nérvios, 15 000 atrébates, 10 000 viromânduos e 19 000 aduátucos. Se estes números forem confiáveis, César teve que enfrentar de imediato 75 000 guerreiros, pois os aduátucos ainda estavam a caminho. É provável que este número seja exagerado, mas ainda assim os inimigos de César estavam em maior número.

## Antes do combate
Tradicionalmente acreditava que a batalha tenha sido travada nas margens do rio Sambre, perto da moderna cidade de Aulnoye-Aymeries, mas, em 1955, Turquin mostrou que ela foi travada na margem oeste do rio Selle, perto da moderna Saulzoir.
As legiões de César já marchavam pelo território nérvio por três dias seguindo por uma antiga estrada. Ele soube que os belgas estavam juntando os prisioneiros romanos do outro lado do rio Sábis, a cerca de dez quilômetros adiante de sua posição. Os nérvios haviam convencido os atrébates e os viromânduos a apoiá-los na ação enquanto que os aduátucos ainda estavam marchando para se juntar a eles, mas não chegaram a tempo para a batalha. Os não-combatentes se alojaram numa área segura, protegida por charcos, longe do alcance do exército.
César enviou à sua frente batedores experientes para coletar informações e para escolher o melhor local para montar seu acampamento antes da batalha. Ele soube depois de prisioneiros belgas que simpatizantes belgas disfarçados entre soldados rendidos e que viajavam junto com o exército romano foram até os nérvios e relataram a disposição de sua coluna. Eles contaram que as caravanas de bagagem de cada legião individual viajava entre as legiões e que seria fácil separar a legião que estava na vanguarda das demais para que fosse destruída antes que as demais se aproximassem para ajudar. Eles acreditavam que uma ação como esta intimidaria os romanos e os forçaria a recuar. Os nérvios, tradicionalmente baseados em sua infantaria e não na cavalaria, desenvolveram ao longo dos anos a técnica de construção densas e impenetráveis cercas de galhos e espinhos entre árvores jovens como defesa contra os raides das tribos vizinhas. Cercas como esta iriam obstruir o avanço de César e ajudar no ataque. As forças belgas concordaram que o sinal para o ataque seria o momento que a primeira caravana aparecesse atrás da legião da vanguarda. Esta tática é hoje conhecida como concentração de força.

## Batalha

Mapa da Gália no mostrando a disposição dos nérvios no alto à direita, assim como a dos demais povos da região.

O acampamento romano foi montado numa colina com uma aclive suave na direção do rio. Na outra margem estava outra colina, bem em frente, de aclive similar. No topo desta estava uma densa floresta, mas o sopé era aberto e ficava a apenas 200 passos (aprox. 300 metros) de distância. Os belgas estavam escondidos na mata e apenas algumas unidades de cavalaria estavam na área aberta perto do rio, que era largo, mas com apenas 1 metro de profundidade no local.
Em algum ponto de sua marcha para Sábis, César reorganizou sua coluna e reverteu sua tática usual de avançar tendo na vanguarda seis legiões em marcha leve. Atrás delas vinha a caravana de bagagem do exército inteiro e, na retaguarda, estavam as duas novas legiões (XIII e XIV). Em seu livro, César não explica se isto foi sorte ou se a mudança se deu como resposta a alguma informação que recebeu. Enquanto as forças de César começavam a montar o acampamento na colina, sua cavalaria, apoiada por fundeiros e arqueiros, recebeu ordens de cruzar o rio para fazer um reconhecimento, o que provocou uma escaramuça com as poucas unidades de cavalaria belga que estavam do outro lado observando os movimentos romanos. César descreve a cavalaria inimiga realizando repetidas investidas a partir da área florestada no topo da colina e afirma que sua cavalaria não ousava segui-los até lá. 
Enquanto isso, as legiões começaram a chegar no acampamento e começou a construir suas fortificações. Os belgas, ainda esperando a caravana aparecer, gradualmente foram percebendo que não enfrentaria uma legião, mas seis. Seu plano de destruir uma força menor isolada teve que ser abandonado, mas o ataque foi mantido.

### Emboscada
Quando a caravana despontou, as forças belgas rapidamente saíram do abrigo das árvores e surpreenderam os romanos, subjugando completamente a cavalaria. Os belgas cruzaram o rio raso em velocidade total e atacaram morro acima as legiões que estavam trabalhando na construção do acampamento, sem dar-lhes tempo de entrar em formação de combate. Para César, os nérvios se moviam numa velocidade incrível, todos de uma vez saindo das árvores, cruzando o rio e dominando completamente seus legionários.
Pego de surpresa, ele teve que rapidamente dar a ordem para soar o alarme, erguendo o estandarte de batalha e soando as trombetas, com o objetivo de interromper as obras de construção, chamar de volta os grupos que cortavam madeira para tentar colocar suas legiões em alguma formação. Duas coisas salvaram as legiões de César de serem imediatamente aniquiladas logo no primeiro ataque, o conhecimento e experiência de seus legionários, que tomaram muitas decisões sem ficar esperando por ordens, e o fato de César ter ordenado que os comandantes de cada legião que ficassem junto de suas tropas durante o trabalho de montagem do acampamento (ao invés de se reunirem em algum lugar).
Enquanto isso, César se movia pela batalha, dando apenas ordens essenciais e acabou na ala esquerda de sua legião preferida, X Equestris. Os legionários, sem terem como se organizarem em suas próprias coortes, se congregaram sobre o primeiro estandarte amigo que encontravam. César afirma que as cercas montadas pelos belgas foram um tremendo obstáculo para seus homens, mas não informa em quais pontos da batalha elas estavam localizadas.
Os soldados da X Equestris e da IX Hispana Triumphalis, no flanco esquerdo, atacaram depois de uma salva de lanças sobre os atrébates. Eles conseguiram empurrar o inimigo até o rio, matando muitos, conseguindo atravessá-lo apenas para se verem em posição desvantajosa e num terreno ruim. Ainda assim, conseguiram repelir um contra-ataque dos atrébates. No centro do combate, duas legiões, a XI e a VIII, depois de interromperem o avanço dos viromânduos, os empurraram de volta ao rio.
Porém, conforme estas quatro legiões empurravam os inimigos de volta ao rio, a frente e a esquerda do acampamento ficou sem defesa e uma lacuna se abriu na linha de combate romana. Uma coluna compacta de nérvios, liderada por Boduognato, que era o comandante geral dos belgas, rapidamente avançou pela abertura. Parte da coluna se virou para tentar cercar as duas legiões no flanco direito e o resto avançou para atacar a parte mais alta do acampamento romano.

### Crise

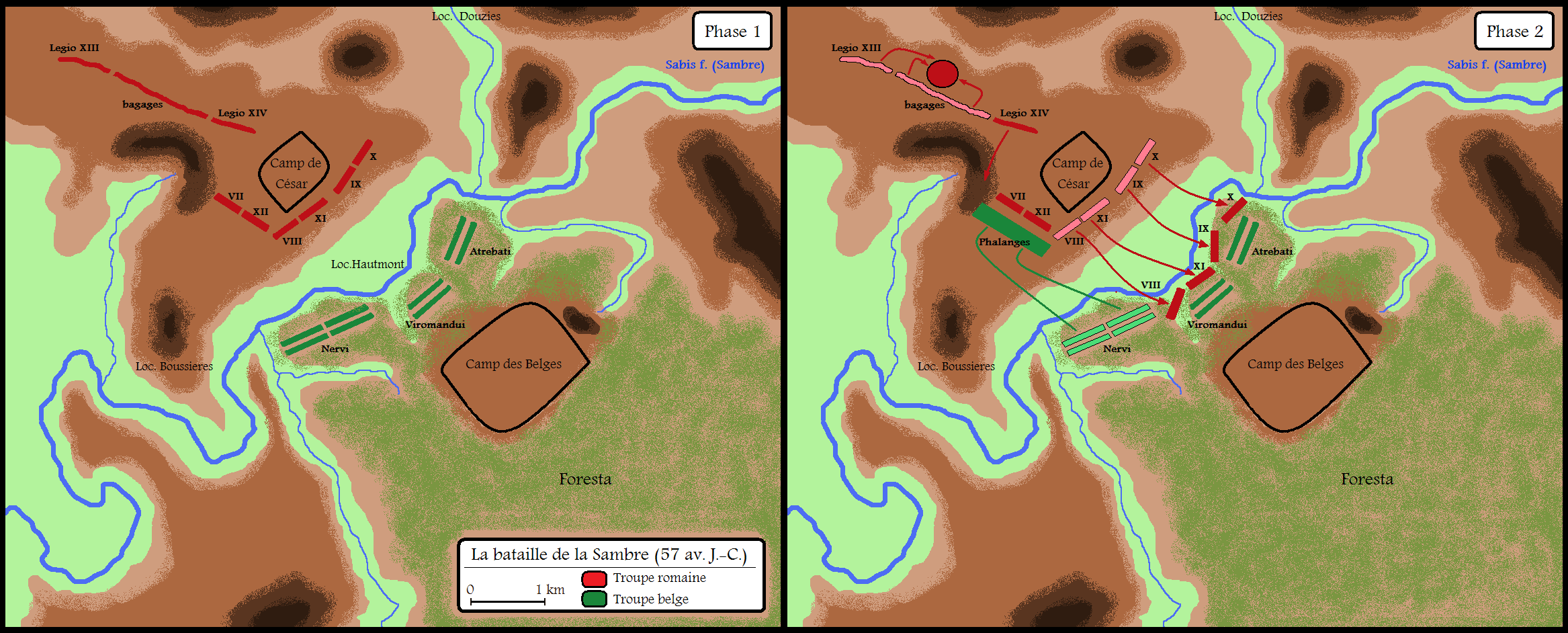
Mapa do desenvolvimento do combate.

Enquanto isso, a aniquilada cavalaria romana e seus escaramuçadores tentava retornar para o acampamento quando deram de frente com os nérvios e fugiram novamente. A massa de seguidores do exército romano, que estavam mais para o alto da colina, perto do portão do fundo do acampamento, haviam observado o sucesso dos romanos e avançaram na tentativa de lucrarem alguma coisa com os saques, mas viram a coluna nérvia e fugiram também. As pessoas que acompanhavam a caravana de bagagem, que estava acabando de chegar, ficaram horrorizadas quando viram a massa em debandada e também entraram em pânico. Até mesmo a cavalaria dos tréveros, uma tropa auxiliar que chegava para apoiar os romanos, vendo a situação aparentemente desesperadora, imediatamente deu meia-volta e seguiu para sua terra natal para reportar o desastre.
Depois de encontrar a Legio X, César passou para o flanco direito, onde a situação parecia ruim. Ele percebeu que os soldados da XII Victrix estavam tão amontoados à volta de seus estandartes que não conseguiam lutar de forma efetiva. Todos os seis centuriões da quarta coorte estavam mortos, o porta-estandarte também e a sua águia estava perdida. Das coortes remanescentes, quase todos os centuriões estavam ou mortos ou feridos. Báculo, o primipilo da legião e um excelente soldado, recebeu tantos ferimentos que mal conseguia levantar (ele sobreviveu e seria citado novamente por César como inválido). Os nérvios estavam atacando vigorosamente de uma posição menos elevada e pressionando pela frente e pelos dois flancos. César conseguia ver que alguns homens se acovardavam e tentar ir para a retaguarda enquanto outros estavam gradualmente deixando de ser uma força defensiva efetiva. Não havia reservas e este foi o ponto crucial da batalha. César tomou o escudo de um soldado na retaguarda e seguiu para a linha de frente, chamando seus centuriões pelo nome e ordenando-os que avançassem e que os manípulos se abrissem e se estendessem. Segundo seu relato, sua chegada deu nova esperança aos soldados e aumentou o moral da tropa. Como resultado, o ímpeto do ataque dos nérvios foi interrompido.

### Recuperação
César percebeu que a Legio VII, nas proximidades, também estava em apuros e ordenou que os tribunos reposicionassem as duas legiões para que elas se juntassem e lutassem uma de costas para a outra, o que aumentou ainda mais a confiança dos soldados. Neste ponto, as legiões que vinha escoltando a caravana de bagagem, tendo recebido notícias do que estava acontecendo, marcharam rapidamente e despontaram na colina no alto do acampamento romano, à vista dos belgas e romanos. A Legio X, comandada pelo legado Labieno, conseguiu vencer os atrébates e cruzou de volta o rio para atacar e derrotar as reservas belgas, o que lhes permitiu tomar o acampamento belga no alto da colina florestada. Dali, Labieno conseguiu ver a direita de César em extremo perigo e ordenou que seus homens cruzassem novamente o rio para atacar os nérvios pela retaguarda.
Logo as legiões XIII e XIV se juntaram ao combate, mas César não detalha suas ações, mas é provável que elas tenham expulsado os belgas do acampamento (o alvo mais próximo) e seguiram para a direita para aliviar a pressão sobre as legiões XII e VII. Este movimento, aliado ao retorno da Legio X, transformaram completamente a situação. Ao perceber que sua posição começava a se estabilizar, a cavalaria e os escaramuçadores retomaram a coragem e, ansiosos por se livrarem da vergonha, voltaram para o combate de forma furiosa. Os seguidores se juntaram à luta ao perceberem que a batalha havia virado e todas as forças estavam naquele momento em combate.
Os guerreiros nérvios lutaram até o último, defendendo os corpos de seus companheiros já mortos e atirando as lanças romanas de volta para eles. Mas, no final, os poucos que restavam desistiram e abandonaram a batalha. A opinião de César sobre os nérvios é que eles demonstraram um grande espírito de combate ao lançar um ataque frontal de forma tão vigorosa em terreno difícil e ao continuar a lutar teimosamente mesmo quando a maré da batalha já havia virado irremediavelmente contra eles.

## Baixas

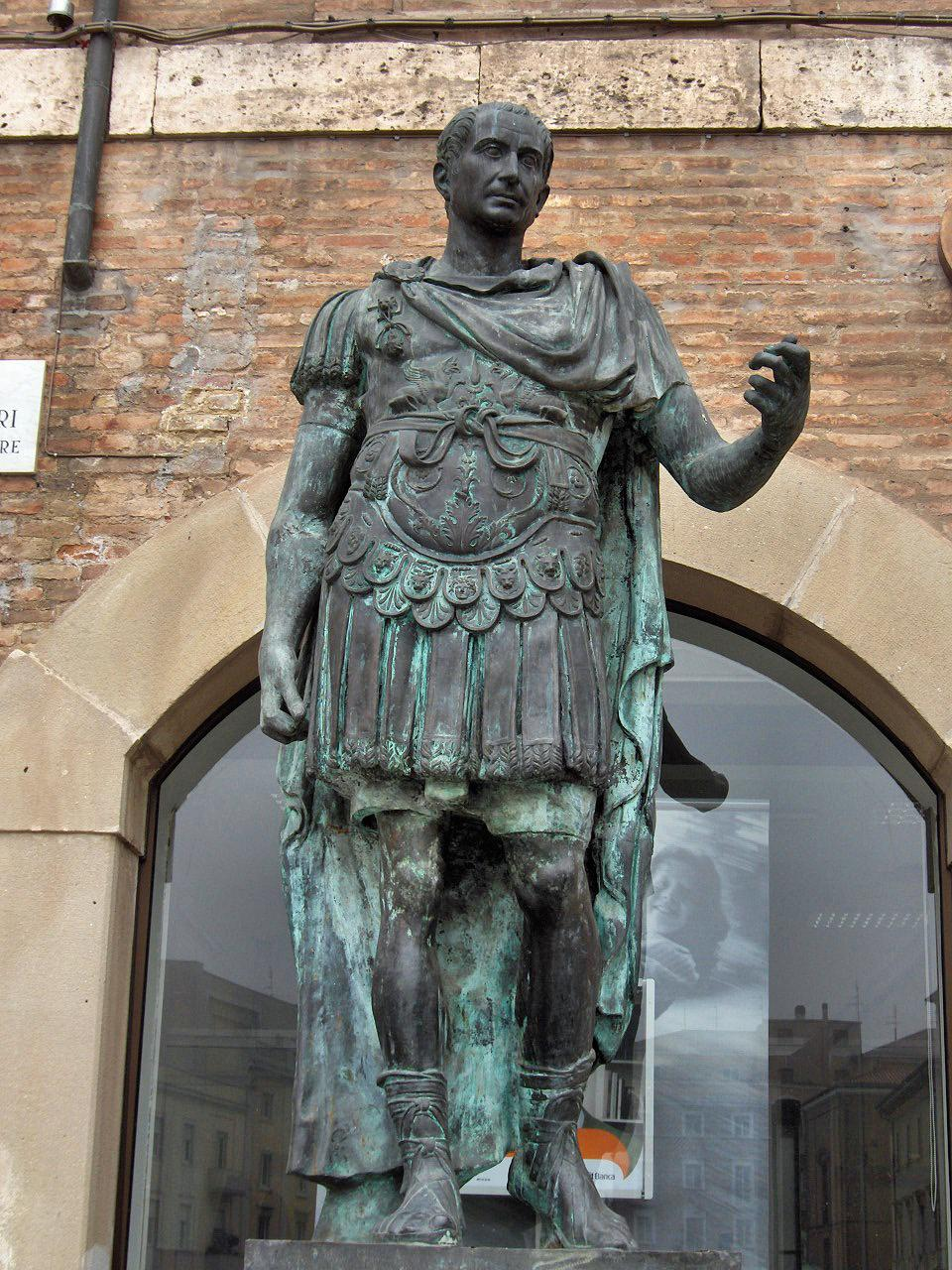
Júlio César, o comandante romano na Batalha de Sábis.
Estátua de bronze em Rimini, na Itália.

Os nérvios mais idosos, chamados por César de "senadores", saíram de seu esconderijo nos charcos e se renderam. Eles afirmaram que seu conselho havia sido reduzido de 600 homens para três e que, dos 60 000 guerreiros que iniciaram a batalha, havia menos de 500 sobreviventes. Não é totalmente claro se este número é somente de mortos ou se inclui também os feridos. Não é claro também se estas foram as baixas somente dos nérvios ou de todos os belgas aliados. César afirma que poupou os nérvios e ordenou que as tribos vizinhas não se aproveitassem de sua fraqueza. Ele não informa quantas foram as baixas entre os romanos.

## Consequências
Os aduátucos deram meia volta assim que souberam da derrota e, posteriormente, foram derrotados por César, que vendeu 53 000 deles como escravos. Os vénetos, unelos, osísmios, curiosolitas, sesúvios, aulercos e os redões foram todos subjugados logo depois da batalha.
Em 54 a.C., Ambiórix convenceu os nérvios a se juntarem aos eburões depois que eles conseguiram destruir uma legião e cinco coortes sob a liderança de Sabino e Cota na Revolta de Ambiórix. Na revolta de Vercingetórix (52 a.C.), os nérvios receberam o pedido de apenas 5 000 homens para compor as forças da nova confederação de mais de 40 tribos.

## Atribuição
- Júlio César (1996).  Trad. Carolyn Hammond, ed. De Bello Gallico (em inglês). Nova Iorque: Oxford University Press